# Ogni cosa che vedo
Ogni cosa che vedo è un album pubblicato dal gruppo La Crus nel 2003. Si tratta dei quarto disco di inediti, il quinto in assoluto.
Nel brano Ad occhi chiusi partecipa Cristina Donà. Il brano La giacca nuova è stato scritto insieme a Marco Lodoli.

## Tracce
1. Voglio avere di più
2. La giacca nuova
3. Se
4. Come una nube
5. Prima che la notte
6. Milano estate 2002
7. Non dormire
8. Sembra un sogno
9. Avremmo mai potuto
10. La nevrosi
11. L'urlo
12. Ad occhi chiusi
13. Milano autunno 2002

## Formazione
- Mauro Ermanno Giovanardi
- Cesare Malfatti
- Alex Cremonesi